# Liptovské Sliače
Liptovské Sliače – wieś i gmina (obec) w powiecie Rużomberk, kraju żylińskim, w północnej Słowacji.
Wieś leży w południowo-zachodniej części Kotliny Liptowskiej. Jest największą wsią powiatu Rużomberk. Składa się z trzech osad: Niżniego (słow. Nižný Sliač), Średniego (słow. Stredný Sliač) i Wyżniego (słow. Vyšný Sliač) Sliača.
Na terenie wsi człowiek pojawiał się już w epoce brązu, jak świadczy o tym znalezisko 6 brązowych mieczy. Najstarsza wzmianka pisemna o wsi Sliače pochodzi z 1251 r.
We wsi gotycki kościół pod wezwaniem św. św. Szymona i Judy zbudowany w latach 1326–1334. Zachowały się w nim cenne freski z XIV i XV wieku – najbardziej znanym ich fragmentem jest postać Matki Boskiej Pocieszycielki Wiernych, przedstawiona na będącym w obiegu do końca 2008 r. słowackim banknocie tysiąckoronowym. Wnętrze kościoła zdobią również malowidła autorstwa urodzonego tu słowackiego malarza Jozefa Hanuli.
W tutejszej farze przez 13 lat pracował ksiądz Andrej Hlinka.